# أوفرئ إيكر (النرويج)
أوفرئ إيكر (بالنرويجية: Øvre Eiker)‏ هي إِحدى بلدات مُحافَظة بوسكرود جنُوب غرب العاصِمة أُوسلُو، في مملكة النُروِيج. وتبلُغ مِساحتها حوالي (457 كم²)، ويبلُغ عدد سُكّانها نحوِ 18665 نَسَمَة. وتعنى كلِمة أوفرئ إيكر (السّندِيان الأعلى) المُستَمدّة من اللُّغة الإسكندنافية القدِيمة.

## المدن التوأم لأوفرئ إيكر
تربط أوفرئ إيكر عَلاقة توأمة مُدنٌ مَع المُدن التّالِية :

## أعلام
- هيني دونز
- كنوت هولست
- تروند بيرغ إريكسن

## روابط خارجية
- الموقع الرسميّ (باللُغة النُروِيجية، والإِنجِلِيزِيَة).
- المَوسُوعةُ النُروِيجية الكُبرى (باللُغة النُروِيجية).